# 잠루섬
잠루섬은 경기도 안산시 대부동에 있던 섬으로, 시화방조제 건설로 대부도의 일부분이 되었다. 현재는 그 자리가 시화방조제 수문 옆에 위치한다.